# IWGP Junior Heavyweight Tag Team Championship
El IWGP Junior Heavyweight Tag Team Championship (Campeonato en Parejas Peso Pesado Junior de la IWGP, en español) es un campeonato de lucha libre profesional creado y utilizado por la compañía japonesa New Japan Pro-Wrestling (NJPW). El campeonato se creó el 8 de agosto de 1998, realizándose un torneo para definir a los primeros campeones, el cual fue ganado por Shinjirō Ōtani & Tatsuhito Takaiwa. Los campeones actuales son House of Torture (Douki & Sho), quienes se encuentran en su primer reinado en conjunto.
El Campeonato en Parejas Peso Pesado Junior de la IWGP no es el único título en parejas que posee la empresa, siendo el más importante el Campeonato en Parejas de la IWGP, ostentado por equipos cuyos poseedores son de categoría peso pesado; además está el Campeonato en Parejas de Peso Abierto 6-Man NEVER, ostentado solo por equipos de tres luchadores. Sin más, este título solo puede ser ostentado por luchadores cuyo peso sea menor a 100 kg (220 lb).

## Historia
Luego de confirmase la creación de un campeonato en parejas, se llegó a la conclusión de darle una especificación al título para darle una diferencia con el IWGP Tag Team Championship. Por lo tanto, el campeonato recibió el nombre de Peso Pesado Junior, el cual no puede ser ostentado por luchadores cuyo peso sea mayor al de los 100 kilogramos. Para designar a la primera pareja de campeones, se llevó a cabo un torneo el cual tendría final para el 8 de agosto de 1998. Los ganadores de la final fueron Shinjiro Otani & Tatsuhito Takaiwa, quienes lograron vencer al equipo contrario conformado por Dr. Wagner Jr. & Kōji Kanemoto.
La mayoría de los cambios de título han ocurrido en los eventos de NJPW. El equipo de The Motor City Machine Guns (Alex Shelley & Chris Sabin) proveniente de Total Nonstop Action Wrestling, derrotaron a los campeones locales No Limit (Tetsuya Naito & Yujiro) el 4 de enero de 2009 en Wrestle Kingdom III. Su reinado duró hasta el 5 de julio de 2009, cuando fueron derrotados por Apollo 55 (Prince Devitt & Ryusuke Taguchi) en un evento en vivo. Durante ese período, lograron retener los títulos en tres ocasiones, dos de esas defensas fueron en TNA, debido a una alianza de relaciones con NJPW. La primera defensa que tuvieron fuera de Japón fue en una revancha que tuvieron contra los excampeones No Limit, el 31 de marzo de 2009 en TNA Impact!. El 19 de abril de 2009, hicieron su segunda y última defensa en TNA en el evento Lockdown, en un Three Way Tornado Tag Team Six Sides of Steel cage match ante No Limit y The Latin American Xchange (Hernández & Homicide).

## Nombres
| Nombre                            |
| --------------------------------- |
| IWGP Junior Tag Team Championship |
| IWGP Jr. Tag Team Championship    |

## Campeones
El Campeonato en Parejas Peso Pesado Junior de la IWGP es uno de los tres campeonatos en parejas creados por la NJPW, y fue establecido en 1998. Los campeones inaugurales fueron Shinjirō Ōtani & Tatsuhito Takaiwa, quienes derrotaron a  Dr. Wagner Jr. & Kōji Kanemoto en la final de un torneo para convertirse en los primeros campeones, el 8 de agosto de 1998 en el evento Rising the Next Generations, y desde entonces ha habido 44 distintos equipos y 57 luchadores campeones oficiales, repartidos en 79 reinados en total.
El reinado más largo en la historia del título le pertenece a Shinjirō Ōtani & Tatsuhito Takaiwa, quienes mantuvieron el campeonato por 348 días entre 1999 y 2000. Por otro lado, el equipo con el reinado más corto le pertenece a Minoru & Prince Devitt, con solo 21 días en 2008. Aquel reinado es el más corto en la historia del campeonato.
En cuanto a los días en total como campeones (un acumulado entre la suma de todos los días de los reinados individuales de cada luchador), Gedo & Jado poseen el primer lugar, con 960 días como campeones entre sus cuatro reinados. Les siguen The Young Bucks — Matt Jackson & Nick Jackson — (706 días en siete reinados), Apollo 55 — Prince Devitt & Ryusuke Taguchi — (673 días en cuatro reinados), Roppongi 3K — Sho & Yoh — (545 días en cinco reinados), y Suzuki-gun — El Desperado & Yoshinobu Kanemaru — (527 días en cuatro reinados). En cuanto a los días en total como campeones, de manera individual, Ryusuke Taguchi posee el primer lugar con 990 días en siete reinados. Le siguen Gedo y Jado (ambos con 960 días en cuatro reinados), Jushin Thunder Liger (con 822 días en seis reinados) y Prince Devitt (778 días en seis reinados).
Por último, The Young Bucks es el equipo con más reinados con siete. Individualmente, Rocky Romero es el luchador con más reinados con ocho.

### Campeones actuales
Los campeones actuales son House of Torture (Douki & Sho), quienes se encuentran en su primer reinado en conjunto. Douki & Sho ganaron los campeonatos tras derrotar a los excampeones Master Wato & Yoh el 15 de junio de 2025 en Dominion 6.15 in Osaka-jo Hall.
Douki & Sho registran hasta el 17 de agosto de 2025 las siguientes defensas televisadas:
1. vs. Master Wato & Yoh (6 de julio de 2025, New Japan Soul 2025)

### Lista de campeones
| N.º | Campeones                                                        | Lucha                    | Lucha                                                                    | Lucha            | Estadísticas | Estadísticas | Estadísticas      | Notas y referencias |
| N.º | Campeones                                                        | Fecha                    | Evento                                                                   | Ubicación        | Reinado      | Días         | Defensas exitosas | Notas y referencias |
| --- | ---------------------------------------------------------------- | ------------------------ | ------------------------------------------------------------------------ | ---------------- | ------------ | ------------ | ----------------- | --- |
| 1   | Shinjiro Otani (1) & Tatsuhito Takaiwa (1)                       | 8 de agosto de 1998      | Rising the Next Generations                                              | Osaka, Japón     | 1            | 149          | 2                 | Ōtani & Takaiwa derrotaron a Dr. Wagner Jr. & Kōji Kanemoto en la final de un torneo para convertirse en los primeros campeones.                                         |
| 2   | Dr. Wagner Jr. (1) & Kendo Kashin (1)                            | 4 de enero de 1999       | Wrestling World 1999                                                     | Tokio, Japón     | 1            | 96           | 2                 | [ 7 ] |
| 3   | Masanori Murakawa (1) & Jushin Thunder Liger (1)                 | 10 de abril de 1999      | Strong Style Symphony                                                    | Tokio, Japón     | 1            | 94           | 0                 | [ 8 ] |
| 4   | Shinjiro Otani (2) & Tatsuhito Takaiwa (2)                       | 13 de julio de 1999      | Summer Struggle 1999                                                     | Morioka, Japón   | 2            | 348          | 4                 | [ 9 ] |
| 5   | Koji Kanemoto (1) & Minoru Tanaka (1)                            | 25 de junio de 2000      | Summer Struggle 2000                                                     | Tokio, Japón     | 1            | 254          | 3                 | [ 10 ] |
| 6   | El Samurái (1) & Jushin Thunder Liger (2)                        | 6 de marzo de 2001       | Hyper Battle 2001                                                        | Tokio, Japón     | 1            | 136          | 1                 | [ 11 ] |
| 7   | Gedo (1) & Jado (1)                                              | 20 de julio de 2001      | Dome Quake                                                               | Sapporo, Japón   | 1            | 286          | 6                 | [ 12 ] |
| 8   | Jushin Thunder Liger (3) & Minoru Tanaka (2)                     | 2 de mayo de 2002        | Toukon Memorial Day                                                      | Tokio, Japón     | 1            | 119          | 1                 | [ 13 ] |
| 9   | Tsuyoshi Kikuchi (1) & Yoshinobu Kanemaru (1)                    | 29 de agosto de 2002     | Cross Road                                                               | Tokio, Japón     | 1            | 150          | 4                 | [ 14 ] |
| 10  | Jushin Thunder Liger (4) & Koji Kanemoto (2)                     | 26 de enero de 2003      | The First Navigation                                                     | Kōbe, Japón      | 1            | 282          | 6                 | [ 15 ] |
| —   | Vacante                                                          | 4 de noviembre de 2003   | —                                                                        | —                | —            | —            | —                 | El campeonato quedó vacante cuando Kanemoto sufrió una fractura en su pómulo izquierdo.                                                                                  |
| 11  | Gedo (2) & Jado (2)                                              | 29 de noviembre de 2003  | Battle Final 2003                                                        | Sendai, Japón    | 2            | 104          | 2                 | Gedo & Jado derrotaron a Hirooki Goto & Ryusuke Taguchi para ganar los campeonatos vacantes.                                                                             |
| 12  | American Dragon (1) & Curry Man (1)                              | 12 de marzo de 2004      | Hyper Battle 2004                                                        | Tokio, Japón     | 1            | 85           | 1                 | [ 17 ] |
| 13  | Gedo (3) & Jado (3)                                              | 5 de junio de 2004       | Best of the Super Jr. XI                                                 | Osaka, Japón     | 3            | 272          | 5                 | [ 18 ] |
| 14  | Koji Kanemoto (3) & Wataru Inoue (1)                             | 4 de marzo de 2005       | Big Fight Series 2005                                                    | Tokio, Japón     | 1            | 71           | 2                 | [ 19 ] |
| 15  | Hirooki Goto (1) & Minoru (3)                                    | 14 de mayo de 2005       | Nexess VI                                                                | Tokio, Japón     | 1            | 281          | 2                 | Minoru fue conocido anteriormente como Minoru Tanaka. |
| 16  | El Samurái (2) & Ryusuke Taguchi (1)                             | 19 de febrero de 2006    | Circuit2006 Acceleration                                                 | Tokio, Japón     | 1            | 139          | 2                 | [ 21 ] |
| 17  | Gedo (4) & Jado (4)                                              | 8 de julio de 2006       | Circuit2006 Turbulence                                                   | Shizuoka, Japón  | 4            | 298          | 2                 | [ 22 ] |
| 18  | Dick Togo (1) & Taka Michinoku (1)                               | 2 de mayo de 2007        | New Japan Pro-Wrestling 35th Anniversary Tour Brave New World: Hall2Days | Tokio, Japón     | 1            | 270          | 3                 | [ 23 ] |
| 19  | Prince Prince (Minoru (4) & Prince Devitt (1))                   | 27 de enero de 2008      | Circuit2008 New Japan Ism                                                | Tokio, Japón     | 1            | 21           | 0                 | [ 24 ] |
| 20  | Legend (Akira (1) & Jushin Thunder Liger (5))                    | 17 de febrero de 2008    | Circuit2008 New Japan Ism                                                | Tokio, Japón     | 1            | 155          | 1                 | [ 25 ] |
| 21  | Prince Prince (Minoru (5) & Prince Devitt (2))                   | 21 de julio de 2008      | Circuit2008 New Japan Soul: Novello Sparks                               | Sapporo, Japón   | 2            | 84           | 1                 | [ 26 ] |
| 22  | No Limit (Tetsuya Naito (1) & Yujiro (1))                        | 13 de octubre de 2008    | Destruction '08                                                          | Tokio, Japón     | 1            | 83           | 1                 | [ 27 ] |
| 23  | The Motor City Machine Guns (Alex Shelley (1) & Chris Sabin (1)) | 4 de enero de 2009       | Wrestle Kingdom III                                                      | Tokio, Japón     | 1            | 182          | 3                 | The Motor City Machine Guns defendieron dos veces el campeonato en Total Nonstop Action Wrestling (TNA) durante sus reinados, como parte de un acuerdo entre TNA y NJPW. |
| 24  | Apollo 55 (Prince Devitt (3) & Ryusuke Taguchi (2))              | 5 de julio de 2009       | Circuit2009 New Japan Soul                                               | Tokio, Japón     | 1            | 290          | 5                 | [ 29 ] |
| —   | Vacante                                                          | 21 de abril de 2010      | —                                                                        | —                | —            | —            | —                 | El título quedó vacante al no ser defendido en más de 30 días. |
| 25  | El Samurái (3) & Koji Kanemoto (4)                               | 8 de mayo de 2010        | Super J Tag Tournament                                                   | Tokio, Japón     | 1            | 72           | 0                 | El Samurái & Kanemoto derrotaron a Apollo 55 (Prince Devitt & Ryusuke Taguchi) en la final de un torneo para ganar los campeonatos vacantes.                             |
| 26  | Apollo 55 (Prince Devitt (4) & Ryusuke Taguchi (3))              | 19 de julio de 2010      | Circuit2010 New Japan Soul                                               | Sapporo, Japón   | 2            | 84           | 1                 | [ 31 ] |
| 27  | Golden☆Lovers (Kenny Omega (1) & Kota Ibushi (1))                | 11 de octubre de 2010    | Destruction '10                                                          | Tokio, Japón     | 1            | 104          | 2                 | [ 32 ] |
| 28  | Apollo 55 (Prince Devitt (5) & Ryusuke Taguchi (4))              | 23 de enero de 2011      | FantasticaManía 2011                                                     | Tokio, Japón     | 3            | 260          | 7                 | [ 33 ] |
| 29  | No Remorse Corps (Davey Richards (1) & Rocky Romero (1))         | 10 de octubre de 2011    | Destruction '11                                                          | Tokio, Japón     | 1            | 86           | 1                 | [ 34 ] |
| 30  | Apollo 55 (Prince Devitt (6) & Ryusuke Taguchi (5))              | 4 de enero de 2012       | Wrestle Kingdom VI                                                       | Tokio, Japón     | 4            | 39           | 0                 | [ 35 ] |
| 31  | No Remorse Corps (Davey Richards (2) & Rocky Romero (2))         | 12 de febrero de 2012    | The New Beginning                                                        | Osaka, Japón     | 2            | 80           | 0                 | [ 36 ] |
| —   | Vacante                                                          | 2 de mayo de 2012        | —                                                                        | —                | —            | —            | —                 | El título quedó vacante cuando Davey Richards no pudo presentarse al evento Wrestling Dontaku debido a problemas de viajes.                                              |
| 32  | Jushin Thunder Liger (6) & Tiger Mask (1)                        | 16 de junio de 2012      | Dominion 6.16                                                            | Osaka, Japón     | 1            | 36           | 0                 | Liger & Tiger Mask derrotaron a Suzuki-gun (Taichi & Taka Michinoku) para ganar los campeonatos vacantes.                                                                |
| 33  | Forever Hooligans (Alex Koslov (1) & Rocky Romero (3))           | 22 de julio de 2012      | Kizuna Road                                                              | Yamagata, Japón  | 1            | 112          | 2                 | [ 38 ] |
| 34  | Time Splitters (Alex Shelley (2) & KUSHIDA (1))                  | 11 de noviembre de 2012  | Power Struggle                                                           | Osaka, Japón     | 1            | 173          | 3                 | [ 39 ] |
| 35  | Forever Hooligans (Alex Koslov (2) & Rocky Romero (4))           | 3 de mayo de 2013        | Wrestling Dontaku                                                        | Fukuoka, Japón   | 2            | 164          | 3                 | [ 40 ] |
| 36  | Suzuki-gun (Taichi (1) & Taka Michinoku (2))                     | 14 de octubre de 2013    | King of Pro-Wrestling                                                    | Tokio, Japón     | 1            | 26           | 1                 | [ 41 ] |
| 37  | The Young Bucks (Matt Jackson (1) & Nick Jackson (1))            | 9 de noviembre de 2013   | Power Struggle                                                           | Osaka, Japón     | 1            | 224          | 5                 | [ 42 ] |
| 38  | Time Splitters (Alex Shelley (3) & KUSHIDA (2))                  | 21 de junio de 2014      | Dominion 6.21                                                            | Osaka, Japón     | 2            | 140          | 3                 | [ 43 ] |
| 39  | reDRagon (Bobby Fish (1) & Kyle O'Reilly (1))                    | 8 de noviembre de 2014   | Power Struggle                                                           | Osaka, Japón     | 1            | 95           | 1                 | [ 44 ] |
| 40  | The Young Bucks (Matt Jackson (2) & Nick Jackson (2))            | 11 de febrero de 2015    | The New Beginning in Osaka                                               | Osaka, Japón     | 2            | 53           | 0                 | Fue un Triple Threat match, el cual incluyó a Time Splitters (Alex Shelley & Kushida).                                                                                   |
| 41  | Roppongi Vice (Beretta (1) & Rocky Romero (5))                   | 5 de abril de 2015       | Invasion Attack                                                          | Tokio, Japón     | 1            | 28           | 0                 | [ 46 ] |
| 42  | The Young Bucks (Matt Jackson (3) & Nick Jackson (3))            | 3 de mayo de 2015        | Wrestling Dontaku                                                        | Fukuoka, Japón   | 3            | 105          | 1                 | Fue un Triple Threat match, el cual incluyó a reDRagon (Bobby Fish & Kyle O'Reilly).                                                                                     |
| 43  | reDRagon (Bobby Fish (2) & Kyle O'Reilly (2))                    | 16 de agosto de 2015     | G1 Climax 25                                                             | Tokio, Japón     | 2            | 141          | 2                 | [ 48 ] |
| 44  | The Young Bucks (Matt Jackson (4) & Nick Jackson (4))            | 4 de enero de 2016       | Wrestle Kingdom 10                                                       | Tokio, Japón     | 4            | 38           | 0                 | Fue un Fatal 4-Way match, el cual incluyó a Matt Sydal & Ricochet y Roppongi Vice (Beretta & Rocky Romero).                                                              |
| 45  | Matt Sydal (1) & Ricochet (1)                                    | 11 de febrero de 2016    | The New Beginning in Osaka                                               | Osaka, Japón     | 1            | 59           | 0                 | Fue un Triple Threat match, el cual incluyó a reDRagon (Bobby Fish & Kyle O'Reilly).                                                                                     |
| 46  | Roppongi Vice (Beretta (2) & Rocky Romero (6))                   | 10 de abril de 2016      | Invasion Attack                                                          | Tokio, Japón     | 2            | 23           | 0                 | [ 51 ] |
| 47  | Matt Sydal (2) & Ricochet (2)                                    | 3 de mayo de 2016        | Wrestling Dontaku                                                        | Fukuoka, Japón   | 2            | 47           | 0                 | [ 52 ] |
| 48  | The Young Bucks (Matt Jackson (5) & Nick Jackson (5))            | 19 de junio de 2016      | Dominion 6.19                                                            | Osaka, Japón     | 5            | 119          | 2                 | Fue un four-way elimination match, el cual incluyó a reDRagon (Bobby Fish & Kyle O'Reilly) y Roppongi Vice (Beretta & Rocky Romero).                                     |
| 49  | Roppongi Vice (Beretta (3) & Rocky Romero (7))                   | 4 de enero de 2017       | Wrestle Kingdom 11                                                       | Tokio, Japón     | 3            | 61           | 1                 | [ 54 ] |
| 50  | Suzuki-gun (Taichi (2) & Yoshinobu Kanemaru (2))                 | 6 de marzo de 2017       | NJPW 45th Anniversary Event                                              | Tokio, Japón     | 1            | 52           | 1                 | [ 55 ] |
| 51  | Roppongi Vice (Beretta (4) & Rocky Romero (8))                   | 27 de abril de 2017      | Road to Wrestling Dontaku 2017: Aki no Kuni Sengoku Emaki                | Hiroshima, Japón | 4            | 45           | 0                 | [ 56 ] |
| 52  | The Young Bucks (Matt Jackson (6) & Nick Jackson (6))            | 11 de junio de 2017      | Dominion 6.11                                                            | Osaka, Japón     | 6            | 63           | 1                 | [ 57 ] |
| 53  | Funky Future (Ricochet (3) & Ryusuke Taguchi (6))                | 13 de agosto de 2017     | G1 Climax 27                                                             | Tokio, Japón     | 1            | 57           | 1                 | [ 58 ] |
| 54  | Roppongi 3K (Sho (1) & Yoh (1))                                  | 9 de octubre de 2017     | King of Pro-Wrestling                                                    | Tokio, Japón     | 1            | 87           | 0                 | [ 59 ] |
| 55  | The Young Bucks (Matt Jackson (7) & Nick Jackson (7))            | 4 de enero de 2018       | Wrestle Kingdom 12                                                       | Tokio, Japón     | 7            | 24           | 0                 | [ 60 ] |
| 56  | Roppongi 3K (Sho (2) & Yoh (2))                                  | 28 de enero de 2018      | The New Beginning in Sapporo                                             | Sapporo, Japón   | 2            | 37           | 0                 | [ 61 ] |
| 57  | Suzuki-gun (El Desperado (1) & Yoshinobu Kanemaru (3))           | 6 de marzo de 2018       | NJPW 46th Anniversary Event                                              | Tokio, Japón     | 1            | 304          | 4                 | Fue un Triple Threat match, el cual incluyó también a Los Ingobernables de Japón (Hiromu Takahashi & Bushi).                                                             |
| 58  | Los Ingobernables de Japón (Bushi (1) & Shingo Takagi (1))       | 4 de enero de 2019       | Wrestle Kingdom 13                                                       | Tokio, Japón     | 1            | 61           | 1                 | Fue un Triple Threat match, el cual incluyó también a Roppongi 3K (Sho & Yoh).                                                                                           |
| 59  | Roppongi 3K (Sho (3) & Yoh (3))                                  | 6 de marzo de 2019       | NJPW 47th Anniversary Event                                              | Tokio, Japón     | 3            | 102          | 1                 | [ 64 ] |
| 60  | Bullet Club (El Phantasmo (1) & Taiji Ishimori (1))              | 16 de junio de 2019      | Kizuna Road                                                              | Tokio, Japón     | 1            | 203          | 1                 | [ 65 ] |
| 61  | Roppongi 3K (Sho (4) & Yoh (4))                                  | 5 de enero de 2020       | Wrestle Kingdom 14 Día 2                                                 | Tokio, Japón     | 4            | 239          | 2                 | [ 66 ] |
| —   | Vacante                                                          | 31 de agosto de 2020     | —                                                                        | —                | —            | —            | —                 | El título fue declarado vacante debido a una lesión en la rodilla izquierda sufrida por Yoh.                                                                             |
| 62  | Suzuki-gun (El Desperado (2) & Yoshinobu Kanemaru (4))           | 11 de septiembre de 2020 | New Japan Road                                                           | Tokio, Japón     | 2            | 134          | 2                 | Derrotaron a Los Ingobernables de Japón (Hiromu Takahashi & Bushi) en la final de un torneo.                                                                             |
| 63  | Bullet Club (El Phantasmo (2) & Taiji Ishimori (2))              | 23 de enero de 2021      | Road to The New Beginning                                                | Tokio, Japón     | 2            | 33           | 0                 | [ 69 ] |
| 64  | Suzuki-gun (El Desperado (3) & Yoshinobu Kanemaru (5))           | 25 de febrero de 2021    | Road to Castle Attack                                                    | Tokio, Japón     | 3            | 38           | 0                 | [ 70 ] |
| 65  | Roppongi 3K (Sho (5) & Yoh (5))                                  | 4 de abril de 2021       | Sakura Genesis                                                           | Tokio, Japón     | 5            | 80           | 1                 | [ 71 ] |
| 66  | Bullet Club (El Phantasmo (3) & Taiji Ishimori (3))              | 23 de junio de 2021      | Kizuna Road                                                              | Tokio, Japón     | 3            | 74           | 1                 | [ 72 ] |
| 67  | Suzuki-gun (El Desperado (4) & Yoshinobu Kanemaru (6))           | 5 de septiembre de 2021  | Wrestle Grand Slam in MetLife Dome Día 2                                 | Saitama, Japón   | 4            | 51           | 0                 | [ 73 ] |
| 68  | Flying Tiger (Robbie Eagles (1) & Tiger Mask IV (2))             | 26 de octubre de 2021    | Road to Power Struggle                                                   | Tokio, Japón     | 1            | 116          | 1                 | [ 74 ] |
| 69  | Six or Nine (Master Wato (1) & Ryusuke Taguchi (7))              | 19 de febrero de 2022    | New Year's Golden Series                                                 | Sapporo, Japón   | 1            | 121          | 2                 | Fue un Four Way match, el cual incluyó también a Suzuki-gun (El Desperado & Yoshinobu Kanemaru) y Bullet Club (El Phantasmo & Taiji Ishimori).                           |
| 70  | Catch 2/2 (Francesco Akira (1) & TJP (1))                        | 20 de junio de 2022      | New Japan Road                                                           | Tokio, Japón     | 1            | 311          | 4                 | [ 76 ] |
| 71  | Intergalactic Jet Setters (Kevin Knight (1) & KUSHIDA (3))       | 27 de abril de 2023      | Road to Wrestling Dontaku                                                | Hiroshima, Japón | 1            | 38           | 0                 | [ 77 ] |
| 72  | Catch 2/2 (Francesco Akira (2) & TJP (2))                        | 4 de junio de 2023       | Dominion 6.4 in Osaka-jo Hall                                            | Osaka, Japón     | 2            | 30           | 0                 | [ 78 ] |
| 73  | Bullet Club War Dogs (Clark Connors (1) & Drilla Moloney (1))    | 4 de julio de 2023       | NJPW Strong: Independence Day                                            | Tokio, Japón     | 1            | 184          | 3                 | [ 79 ] |
| 74  | Catch 2/2 (Francesco Akira (3) & TJP (3))                        | 4 de enero de 2024       | Wrestle Kingdom 18                                                       | Tokio, Japón     | 3            | 31           | 0                 | [ 80 ] |
| 75  | Bullet Club War Dogs (Clark Connors (2) & Drilla Moloney (2))    | 4 de febrero de 2024     | Road to The New Beginning                                                | Tokio, Japón     | 2            | 253          | 3                 | [ 81 ] |
| 76  | Intergalactic Jet Setters (Kevin Knight (2) & KUSHIDA (4))       | 14 de octubre de 2024    | King of Pro-Wrestling                                                    | Tokio, Japón     | 2            | 82           | 0                 | [ 82 ] |
| 77  | Ichiban Sweet Boys (Kosei Fujita (1) & Robbie Eagles (2))        | 4 de enero de 2025       | Wrestle Kingdom 19                                                       | Tokio, Japón     | 1            | 115          | 2                 | Fue un Tokyo Terror Ladder match, el cual incluyó también a Bullet Club War Dogs (Clark Connors & Drilla Moloney) y Catch 2/2 (Francesco Akira & TJP).                   |
| 78  | Master Wato (2) & Yoh (6)                                        | 29 de abril de 2025      | Wrestling Hizen no Kuni                                                  | Saga, Japón      | 1            | 47           | 0                 | [ 84 ] |
| 79  | House of Torture (Douki (1) & Sho (6))                           | 15 de junio de 2025      | Dominion 6.15 in Osaka-jo Hall                                           | Osaka, Japón     | 1            | 63+          | 1                 | [ 85 ] |

### Total de días con el título
La siguiente lista muestra el total de días que un equipo o un luchador ha poseído el campeonato, si se suman todos los reinados que posee. Actualizado a la fecha del 17 de agosto de 2025.

#### Por equipos
| + | Indica a los campeones actuales |

| N.º | Equipo                                                   | Reinados | Total de días |
| --- | -------------------------------------------------------- | -------- | ------------- |
| 1   | Gedo & Jado                                              | 4        | 960           |
| 2   | The Young Bucks (Matt Jackson & Nick Jackson)            | 7        | 706           |
| 3   | Apollo 55 (Prince Devitt & Ryusuke Taguchi)              | 4        | 673           |
| 4   | Roppongi 3K (Sho & Yoh)                                  | 5        | 545           |
| 5   | Suzuki-gun (El Desperado & Yoshinobu Kanemaru)           | 4        | 527           |
| 6   | Shinjiro Otani & Tatsuhito Takaiwa                       | 2        | 497           |
| 7   | Bullet Club War Dogs (Clark Connors & Drilla Moloney)    | 2        | 437           |
| 8   | Catch 2/2 (Francesco Akira & TJP)                        | 3        | 372           |
| 9   | Time Splitters (Alex Shelley & KUSHIDA)                  | 2        | 313           |
| 10  | Bullet Club (El Phantasmo & Taiji Ishimori)              | 3        | 310           |
| 11  | Jushin Thunder Liger & Koji Kanemoto                     | 1        | 282           |
| 12  | Hirooki Goto & Minoru                                    | 1        | 281           |
| 13  | Forever Hooligans (Alex Koslov & Rocky Romero)           | 2        | 276           |
| 14  | Dick Togo & Taka Michinoku                               | 1        | 270           |
| 15  | Koji Kanemoto & Minoru Tanaka                            | 1        | 254           |
| 16  | reDRagon (Bobby Fish & Kyle O'Reilly)                    | 2        | 236           |
| 17  | The Motor City Machine Guns (Alex Shelley & Chris Sabin) | 1        | 182           |
| 18  | No Remorse Corps (Davey Richards & Rocky Romero)         | 2        | 166           |
| 19  | Roppongi Vice (Beretta & Rocky Romero)                   | 4        | 157           |
| 20  | Legend (Akira & Jushin Thunder Liger)                    | 1        | 155           |
| 21  | Tsuyoshi Kikuchi & Yoshinobu Kanemaru                    | 1        | 150           |
| 22  | El Samurái & Ryusuke Taguchi                             | 1        | 139           |
| 23  | El Samurái & Jushin Thunder Liger                        | 1        | 136           |
| 24  | Six or Nine (Master Wato & Ryusuke Taguchi)              | 1        | 121           |
| 25  | Intergalactic Jet Setters (Kevin Knight & KUSHIDA)       | 2        | 120           |
| 26  | Jushin Thunder Liger & Minoru Tanaka                     | 1        | 119           |
| 27  | Flying Tiger (Robbie Eagles & Tiger Mask IV)             | 1        | 116           |
| 28  | Ichiban Sweet Boys (Kosei Fujita & Robbie Eagles)        | 1        | 115           |
| 29  | Matt Sydal & Ricochet                                    | 2        | 106           |
| 30  | Prince Prince (Minoru & Prince Devitt)                   | 2        | 105           |
| 31  | Golden☆Lovers (Kenny Omega & Kota Ibushi)                | 1        | 104           |
| 32  | Dr. Wagner Jr. & Kendo Kashin                            | 1        | 96            |
| 33  | The Great Sasuke & Jushin Thunder Liger                  | 1        | 94            |
| 34  | American Dragon & Curry Man                              | 1        | 85            |
| 35  | No Limit (Tetsuya Naito & Yujiro)                        | 1        | 83            |
| 36  | El Samurái & Koji Kanemoto                               | 1        | 72            |
| 37  | Koji Kanemoto & Wataru Inoue                             | 1        | 71            |
| 38  | House of Torture (Douki & Sho)                           | 1        | 63+           |
| 39  | Los Ingobernables de Japón (Bushi & Shingo Takagi)       | 1        | 61            |
| 40  | Funky Future (Ricochet & Ryusuke Taguchi)                | 1        | 57            |
| 41  | Suzuki-gun (Taichi & Yoshinobu Kanemaru)                 | 1        | 52            |
| 42  | Master Wato & Yoh                                        | 1        | 47            |
| 43  | Jushin Thunder Liger & Tiger Mask                        | 1        | 36            |
| 44  | Suzuki-gun (Taichi & Taka Michinoku)                     | 1        | 26            |

#### Por luchador
| + | Indica al campeón actual |

| N.º | Campeón              | Reinados | Total de días |
| --- | -------------------- | -------- | ------------- |
| 1   | Ryusuke Taguchi      | 7        | 990           |
| 2   | Gedo                 | 4        | 960           |
| 2   | Jado                 | 4        | 960           |
| 4   | Jushin Thunder Liger | 6        | 822           |
| 5   | Prince Devitt        | 6        | 778           |
| 6   | Minoru/Minoru Tanaka | 5        | 759           |
| 7   | Yoshinobu Kanemaru   | 6        | 729           |
| 8   | Matt Jackson         | 7        | 706           |
| 8   | Nick Jackson         | 7        | 706           |
| 10  | Koji Kanemoto        | 4        | 679           |
| 11  | Sho                  | 6        | 608+          |
| 12  | Rocky Romero         | 8        | 599           |
| 13  | Yoh                  | 6        | 592           |
| 14  | El Desperado         | 4        | 527           |
| 15  | Shinjiro Otani       | 2        | 497           |
| 15  | Tatsuhito Takaiwa    | 2        | 497           |
| 17  | Alex Shelley         | 3        | 495           |
| 18  | Clark Connors        | 2        | 437           |
| 18  | Drilla Moloney       | 2        | 437           |
| 20  | KUSHIDA              | 4        | 433           |
| 21  | Francesco Akira      | 3        | 372           |
| 21  | TJP                  | 3        | 372           |
| 23  | El Samurái           | 3        | 347           |
| 24  | El Phantasmo         | 3        | 310           |
| 24  | Taiji Ishimori       | 3        | 310           |
| 26  | Taka Michinoku       | 2        | 296           |
| 27  | Hirooki Goto         | 1        | 281           |
| 28  | Alex Koslov          | 2        | 276           |
| 29  | Dick Togo            | 1        | 270           |
| 30  | Bobby Fish           | 2        | 236           |
| 30  | Kyle O'Reilly        | 2        | 236           |
| 32  | Robbie Eagles        | 2        | 231           |
| 33  | Chris Sabin          | 1        | 182           |
| 34  | Master Wato          | 2        | 168           |
| 35  | Davey Richards       | 2        | 166           |
| 36  | Ricochet             | 3        | 163           |
| 37  | Beretta              | 4        | 157           |
| 38  | Akira                | 1        | 155           |
| 39  | Tiger Mask IV        | 2        | 152           |
| 40  | Tsuyoshi Kikuchi     | 1        | 150           |
| 41  | Kevin Knight         | 2        | 120           |
| 42  | Kosei Fujita         | 1        | 115           |
| 43  | Matt Sydal           | 2        | 106           |
| 44  | Kenny Omega          | 1        | 104           |
| 44  | Kota Ibushi          | 1        | 104           |
| 46  | Dr. Wagner Jr.       | 1        | 96            |
| 46  | Kendo Kashin         | 1        | 96            |
| 48  | The Great Sasuke     | 1        | 94            |
| 49  | American Dragon      | 1        | 85            |
| 49  | Curry Man            | 1        | 85            |
| 51  | Tetsuya Naito        | 1        | 83            |
| 51  | Yujiro               | 1        | 83            |
| 53  | Taichi               | 2        | 78            |
| 54  | Wataru Inoue         | 1        | 71            |
| 55  | Douki                | 1        | 63+           |
| 56  | Bushi                | 1        | 61            |
| 56  | Shingo Takagi        | 1        | 61            |

### Mayor cantidad de reinados

#### Reinados por equipos

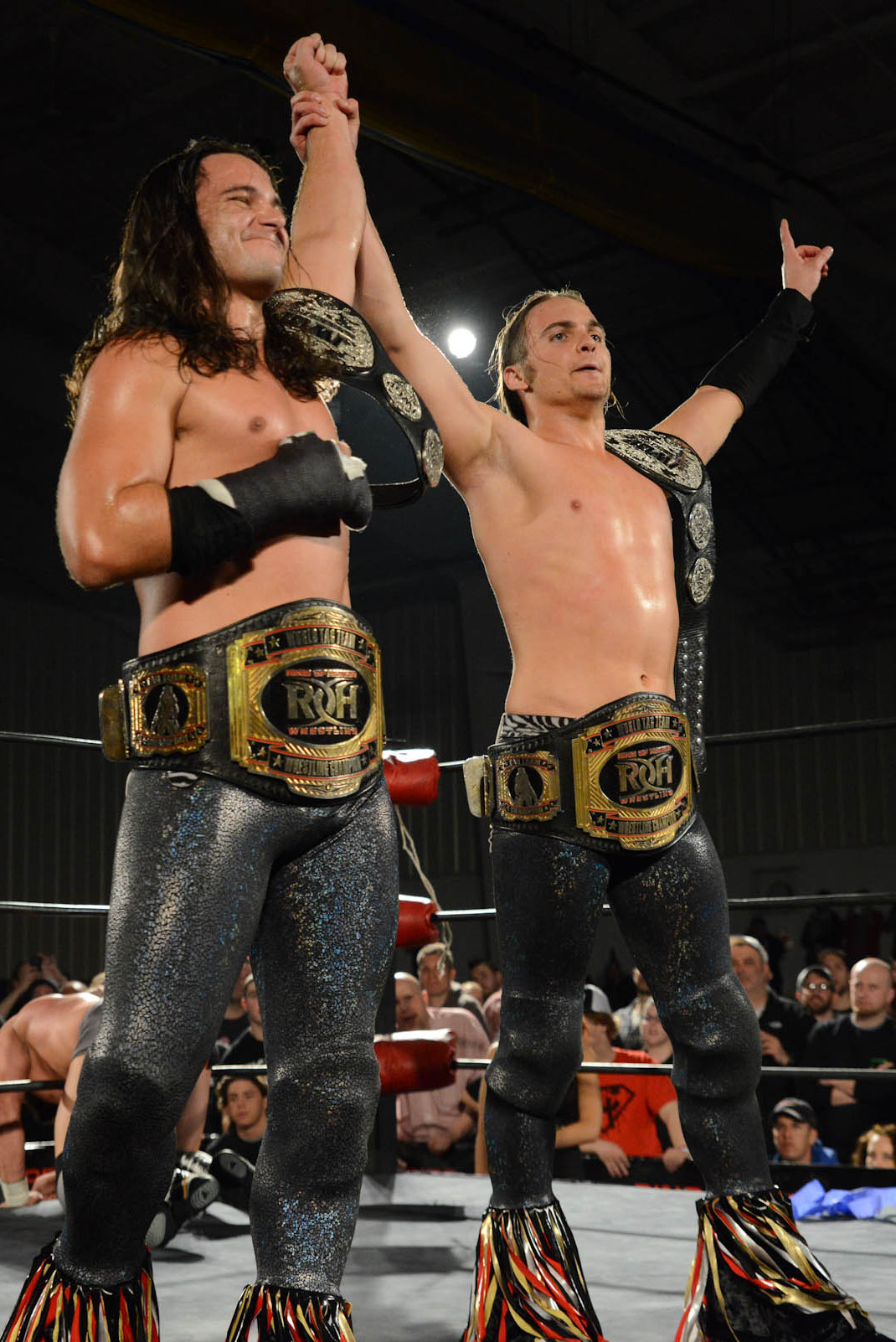
The Young Bucks poseen el récord de reinados como equipo con 7.

| Reinados | Equipo (s) |
| -------- | --- |
| 7 veces  | The Young Bucks |
| 5 veces  | Roppongi 3K |
| 4 veces  | Gedo & Jado, Apollo 55, Roppongi Vice, Suzuki-gun |
| 3 veces  | Bullet Club, Catch 2/2 |
| 2 veces  | Shinjiro Otani & Tatsuhito Takaiwa, Time Splitters, Forever Hooligans, reDRagon, No Remorse Corps, Matt Sydal & Ricochet, Bullet Club War Dogs, Intergalactic Jet Setters |

#### Reinados por luchador
| Reinados | Luchador (es) |
| -------- | --- |
| 8 veces  | Rocky Romero |
| 7 veces  | Matt Jackson, Nick Jackson, Ryusuke Taguchi |
| 6 veces  | Jushin Thunder Liger, Prince Devitt, Yoshinobu Kanemaru, Yoh, Sho |
| 5 veces  | Minoru/Minoru Tanaka |
| 4 veces  | Gedo, Jado, Koji Kanemoto, Beretta, El Desperado, KUSHIDA |
| 3 veces  | Alex Shelley, El Samurái, Ricochet, El Phantasmo, Taiji Ishimori, Francesco Akira, TJP |
| 2 veces  | Shinjiro Otani, Tatsuhito Takaiwa, Taka Michinoku, Alex Koslov, Bobby Fish, Kyle O'Reilly, Davey Richards, Matt Sydal, Taichi, Tiger Mask IV, Clark Connors, Drilla Moloney, Kevin Knight, Robbie Eagles, Master Wato |